# Ванек, Ондржей
Ондрже́й Ва́нек (чеш. Ondřej Vaněk; 5 июля 1990 года, Брно) — чешский футболист клуба «Зброёвка». Выступал за сборную Чехии.

## Карьера
Воспитанник клуба «Зброёвка».
В 18 лет переехал в Прагу, подписав контракт со «Славией». В ноябре 2009 года главный тренер пражан Карел Яролим выпустил Ванека в стартовом составе в матче Кубка Чехии против «Карвины». 29 ноября 2009 года провёл свой дебютный матч в Гамбринус Лиге против «Брно».
С января 2011 года начал выступать за клуб «Баумит Яблонец» из города Яблонец-над-Нисоу. 24 апреля 2013 года оформил дубль в первом полуфинальном матче Кубка Чехии с либерецким «Слованом», тем не менее, в итоге «Яблонец» проиграл 3:4. В ответном матче «Яблонец» выиграл 2:0 и вышел в финал. 17 мая 2013 года сыграл в финале Кубка Чехии против клуба «Млады-Болеслав». Всё решилось только в серии пенальти (основное время закончилось со счётом 2:2), в итоге «Яблонец» завоевал Кубок.
В январе 2014 года Ванек перешёл в турецкий клуб «Кайсериспор». Подписал контракт на 3,5 года. Дебют состоялся 18 тура против «Сивасспора».Ванек вышел в стартовом составе и был заменен на 59 минуте на Омера Байрама, а его команда проиграла 0:3.За «Кайсериспор» Ванек провёл 11 матчей. По итогам сезона 2013/14 «Кайсериспор» занял последнее место в чемпионате и вылетел в первую лигу.
В мае 2014 года Ванек подписал с «Викторией» трёхлетний контракт. Дебют за новую команду дебютировал в матче 1 тура против «Пршибрам».Ванек провёл все 90 минут, а команды сыграли вничью 2:2.Также Ондржей дебютировал в 3-м квалификационном Лиги Европы против румынского «Петролул».Ванек отыграл 90 минут в первой встречи (1:1) и 17 минут(1:4)."Виктория" по сумме двух матчей проиграла 2:5.Свой дебютный гол забил в матче 6 тура против «Дуклы» (2:1).За дебютный сезон 2014/15 Ванек сыграл 36 матчей во всех турнирах и забил 6 мячей, а его клуб выиграл чемпионат Чехии 2014/15 и попал в 3-й квалификационный раунд Лиги Чемпионов.В сезоне 2015/16 «Виктория» в 3-м квалификационный раунде Лиги Чемпионов сыграло против Маккаби
8 июля 2016 года подписал с «Уфой» четырёхлетний контракт. 16 августа 2019 года расторг контракт с клубом по обоюдному согласию сторон.
5 сентября 2019 года подписал контракт с родным клубом «Зброёвка». 14 сентября в домашнем матче против клуба «Лишень», дебютировал за свой клуб. 20 сентября в матче против клуба «Высочина» отличился забитым мячом на 55-й минуте.

### Сборная Чехии
Является игроком сборной Чехии. Дебют состоялся 14 августа 2013 года в товарищеском матче против сборной Венгрии. Матч закончился со счётом 1:1.

## Статистика выступлений за сборную
| Матчи за сборную Чехии | Матчи за сборную Чехии | Матчи за сборную Чехии | Матчи за сборную Чехии | Матчи за сборную Чехии | Матчи за сборную Чехии  | Матчи за сборную Чехии |
| ---------------------- | ---------------------- | ---------------------- | ---------------------- | ---------------------- | ----------------------- | ---------------------- |
| №                      | Дата                   | Оппонент               | Счёт                   | Мячи                   | Соревнование            |                        |
| 1                      | 14 августа 2013        | Венгрия                | 1:1                    | -                      | Товарищеский матч       |                        |
| 2                      | 6 сентября 2013        | Армения                | 1:2                    | -                      | Отборочный матч ЧМ-2014 |                        |
| 3                      | 10 сентября 2013       | Италия                 | 1:2                    | -                      | Отборочный матч ЧМ-2014 |                        |
| 4                      | 11 октября 2013        | Мальта                 | 4:1                    | -                      | Отборочный матч ЧМ-2014 |                        |
| 5                      | 15 октября 2013        | Болгария               | 1:0                    | -                      | Отборочный матч ЧМ-2014 |                        |
| 6                      | 15 ноября 2013         | Канада                 | 2:0                    | -                      | Товарищеский матч       |                        |
| 7                      | 21 мая 2014            | Финляндия              | 2:2                    | -                      | Товарищеский матч       |                        |
| 8                      | 6 сентября 2015        | Латвия                 | 2:1                    | -                      | Отборочный матч ЧЕ-2016 |                        |

## Достижения
«Баумит Яблонец»
- Обладатель Кубка Чехии: 2012/13
- Обладатель Суперкубка Чехии: 2013

«Виктория Пльзень»
- Чемпион Чехии (2): 2014/15, 2015/16
- Обладатель Суперкубка Чехии: 2015